# Patricia Pérez
Patricia Pérez Peña (17 de dezembro de 1978) é uma ex-futebolista mexicana que atuava como atacante.

## Carreira
Patricia Pérez representou a Seleção Mexicana de Futebol Feminino, nas Olimpíadas de 2004.